# Paracytheroma sudaustralis
Paracytheroma sudaustralis is een mosselkreeftjessoort uit de familie van de Cytheromatidae. De wetenschappelijke naam van de soort is voor het eerst geldig gepubliceerd in 1978 door McKenize.